# Uređivač teksta
Uređivač teksta (rabi se i anglizam editor teksta) je računalni program koji služi za obradu običnih tekstualnih datoteka.
Uređivači teksta obično idu uz operativni sustav ili u sklopu paketa za razvoj softvera, gdje se najčešće rabe za izmjenu konfiguracijskih datoteka i izvornog koda programskog jezika.

## Razlike između uređivača i procesora teksta
Postoje značajne razlike između tekstualnih datoteka kreiranih u uređivaču teksta i dokumenata kreiranih u programima za obradu riječi (procesora teksta) kao što su Microsoft Word, LibreOffice ili WordPerfect. Ukratko:
- Tekstualna datoteka se predstavlja i uređuje tako što se prikazuju svi znaci koje ta datoteka sadrži. Jedini znaci za označavanje su kontrolni znaci iz korištenog skupa znakova; u praksi, to su novi red, tabulator i nova strana. U posljednje vrijeme najrasprostranjeniji skup znakova je ASCII.
- Dokumenti kreirani programom za obradu riječi načelno sadrže posebne kontrolne znake za formatiranje, koji se ne nalaze u skupu znakova. Ti znaci omogućavaju funkcije za izmjenu izgleda teksta, kao što su podebljana, iskošena, podvučena, promjenu fonta, tabele itd. Takvi i ostali češći simboli za formatiziranje su u početku ustanovljeni samo za stolno izdavaštvo (DTP), ali se sada nalaze i u najjednostavnijim programima za obradu riječi.
- U programima za obradu riječi načelno se može uređivati i obična tekstualna datoteka i snimiti u formatu čistog teksta. Ali, mora se voditi računa da se izričito napomene programu da snimi datoteku u tekst formatu. To je naročito važno za datoteke koje sadrže izvorni kod, HTML, konfiguracijske i kontrolne datoteke. U suprotnom, ako takve datoteke sadrže znake karakteristične za format teksta, neće biti ispravno protumačene u aplikaciji za koju su namijenjene.

## Povijest
Prije nego što su postojali uređivači u današnjem obliku, računarski tekst je posebnim uređajem bušen u male kartice. Tekst, koji se nalazio u obliku malih pravokutnih rupica na tankim kartonskim karticama, prenošen je u drvenim kutijama do čitača kartica.
Prvi uređivači teksta su bili linijski orijentirani, na terminalima nalik pisaćim strojevima, bez mogućnosti prikazivanja na zaslonu. Imali su vrlo kratke komande, zbog uštede u tipkanju. Da bi se vidio učinak uređenja, bilo je potrebno tekst ispisivati na printeru. Ovakvi "linijski uređivači" su bili revolucionarni napredak u odnosu na bušene kartice.
Kad su se pojavili računalni terminali sa zaslonom, raširili su se ekranski uređivači. Upotrebljivost ekranskih uređivača je motivirala (u to vrijeme) masovnu kupovinu video terminala.

## Vrste uređivača
Neki uređivači su mali i jednostavni, dok drugi nude široku i kompleksnu funkcionalnost. Na primjer, Unix i njemu slični operativni sustavi imaju vi uređivač (ili inačicu), ali mnogi uključuju i Emacs uređivač. Uz Microsoft Windows dolazi veoma jednostavan Notepad, ali mnogi (naročito programeri) vole koristiti neki od mnogobrojnih uređivača, koji imaju mnogo veće mogućnosti. Pod Apple Macintoshovim klasičnim Mac OS osnovni je SimpleText, koji je kasnije zamijenjen uređivačom TextEdit. Neki uređivači, kao što je WordStar imaju dvojni režim rada, te mogu služiti kao uređivač teksta ili kao tekst procesor.
Editori teksta koji su namijenjeni profesionalnim korisnicima računala nemaju ograničenje u veličini datoteka koje mogu otvoriti. Oni brzo startaju i pri uređivanju velikih datoteka, čak i onih koje su suviše velike da stanu u glavnu memoriju računala. Jednostavniji uređivači učitavaju datoteke u samo jedan dio RAM-a. S većim datotekama to je spor proces, a vrlo velike datoteke se jednostavno ne mogu učitati.
Mogućnost čitanja i pisanja u vrlo velikim datotekama je potrebna mnogim profesionalnim korisnicima računala. Na primjer, administratori sistema trebaju učitavati duge dnevnike rada (engl. log file). Programeri često moraju mijenjati velike datoteke izvornog koda, ili ispitivati neuobičajeno dugačke tekstove, kao što je cijeli rječnik u jednoj datoteci.
Neki uređivači teksta uključuju specijalizirane računalne jezike za prilagođivanje korisniku (uređivači koji se mogu programirati). Na primjer, Emacs se može prilagoditi programiranjem u Lispu. To prilagođivanje obično omogućava uređivaču simuliranje tipkovnog rasporeda i mogućnosti drugih uređivača, tako da korisnici ne moraju učiti kombinacije komandi novog uređivača.
Mnogi uređivači za korisnike koji se bave razvojem softvera uključuju isticanje (bojenje) sintakse izvornog koda i automatsko kompletiranje, tako da se programi lakše čitaju i pišu. Programski uređivači često imaju mogućnost označavanja nekog imena ili potprograma, zatim skok na njihovu definiciju i povratak u kod.

## Bitnije mogućnosti uređivača

### Traženje i zamjena
engl. Search and Replace — Pretraživanje za nekim nizom znakova i zamjena drugim nizom. Koriste se različite metode, globalna pretraga i zamjena, uvjetna pretraga i zamjena i bezuvjetna pretraga i zamjena'.

### Sječenje, kopiranje i lijepljenje
engl. Cut, Copy and Paste — Većina uređivača ima mogućnost označavanje dijela teksta, a zatim njegovo premještanje (isijecanje, zatim lijepljenje) ili duplanje (kopiranje, zatim lijepljenje), u istoj ili drugoj datoteci.

### Formatiranje teksta
Editori teksta često imaju osnovne funkcije za formatiranje, kao što su prebacivanje u novi red, automatska indentacija, liste nabrajanja, formatiranje komentara itd.

### Poništavanje i vraćanje
engl. Undo and Redo — Kao i procesori teksta, uređivači teksta imaju mogućnost za poništavanje ili vraćanje zadnjeg uređivanja. Često se (osobito kod starijih uređivača) pamti samo jedan korak, pa će komanda vraćanja samo prebacivati stanje prije i poslije izmjene. Novi ili kompleksniji uređivači obično pamte više koraka, pa se komanda poništavanja može koristiti višestruko i vratiti tekst na neko od ranijih stanja. Suprotna komanda vraća izmjene od starijih ka novijim, do najsvježije. Broj zapamćenih koraka zavisi od samog uređivača i najčešće ga korisnik može zadati u konfiguraciji.

### Importiranje
engl. Import — Učitavanje ili spajanje teksta iz neke vanjske datoteke u datoteku koja se trenutačno uređuje u uređivaču. Neki uređivači imaju i mogućnost uvoza i izvoza neke komande preko ljuske operativnog sustava.

### Filtriranje
engl. Filtering — Neki napredniji uređivači omogućavaju korisniku slanje dijela ili cijelog teksta drugoj aplikaciji i povratno učitavanje rezultata na mjesto linija koje su "filtrirane". To je, na primjer, korisno kod numeričkog ili abecednog sortiranja, izvršenja matematičkih izračunavanja itd.

### Posebne mogućnosti
Neki uređivači uključuju posebne mogućnosti i dodatne funkcije. Zavisno od namjene uređivača to mogu biti:
- Više instanci istovremeno, za simultano uređivanje više datoteka;
- Dijeljenje jedne ili više datoteka u prozoru po horizontali, vertikali ili kaskadno, za istovremeno prikazivanje različitih dijelova teksta;
- Više datoteka otvorenih u tabovima;
- Provjera pravopisa (govornog ili programskog jezika);
- Rad s makroima;
- Lista funkcija, za ispis funkcija u dokumentu i za skok na njihove definicije;
- Označavanje pravokutnog bloka teksta;
- Integracija s kompajlerom;
- Pregled u browseru za HTML;
- Višestruke kodne rasporede i njihovu međusobnu konverziju;
- Postavljanje oznaka u tekstu radi lakšeg pronalaženja itd.

## Vanjske poveznice
- Wiki o uređivačima teksta
- Editori teksta na stranici sourceforge.net  Arhivirana inačica izvorne stranice od 8. veljače 2009. (Wayback Machine)
- PSPad, freeware uređivač teksta